# Florido Silvestri de Barbarano
Florido Silvestri de Barbarano   (Barbarano Romano - Roma, 1673) fou un editor, poeta, compositor, dramaturg i sacerdot italià.